# Ixodes dawesi
Ixodes dawesi este o specie de căpușe din genul Ixodes, familia Ixodidae, descrisă de Joseph Charles Arthur în anul 1956. Conform Catalogue of Life specia Ixodes dawesi nu are subspecii cunoscute.